# Långsvansad myrkott
Långsvansad myrkott (Manis tetradactyla) är ett däggdjur i familjen myrkottar som förekommer i centrala Afrika.

## Kännetecken
Arten är en av de mindre i familjen. Den når bara en kroppslängd av 30 till 40 centimeter men svansen blir med 60 till 70 centimeters längd nästan dubbelt stor. Vikten går upp till 2 eller 3 kilogram. Kroppen, med undantag av nosen, buken och benens inre sida, är täckt av stora, platta fjäll. Fjällen har vanligen en mörkbrun färg med en ljusare kant som ger djuret ett bättre kamouflage. Svansens spets saknar fjäll och har troligen ett utmärkt känselsinne. Huden vid oskyddade delar, som bland annat buken, har en svart till mörkbrun färg. Vid de främre fötterna förekommer stora grävklor och även vid de bakre extremiteterna finns mindre klor. Liksom alla andra myrkottar saknar arten tänder och har en påfallande lång tunga.

## Utbredning och habitat
Utbredningsområdet för långsvansad myrkott sträcker sig från Senegal till Uganda och söderut till sydvästra Angola. Habitatet utgörs av skogar, främst regnskogar.

## Levnadssätt
Arten är mer än andra myrkottar specialiserad på livet i träd. Den klättrar med hjälp av klorna och svansen som används som gripverktyg och som kan bära hela kroppsvikten. Långsvansad myrkott vilar i trädens håligheter. Det antas att varje individ lever ensam och att de markerar sitt revir med vätska från analkörtlarna. När de känner sig hotade kan de rulla ihop sig med dem skarpa fjällen som skydd.
Födan utgörs främst av myror som lever på träd, dessutom äter de även termiter. Myrkotten bryter trädens bark med hjälp av de skarpa klorna vid framfötterna och slickar myrorna med den långa klibbiga tungan. Insekterna sväljs helt och sönderdelas först i magsäcken.

## Hot
På grund av artens gömda levnadssätt i regnskogen är det svårt att tolka hur den är hotad. Troligen jagas myrkotten för köttets och fjällens skull. I folkmedicinen anses fjällen ha läkande egenskaper. IUCN nämner att populationen minskar och listar arten som sårbar (VU).

## Systematik
Långsvansad myrkott är en av åtta arter i släktet myrkottar och den enda arten i undersläktet Uromanis. Artens närmaste släkting är vitbukig myrkott och ibland klassificeras båda arter tillsammans som ett eget släkte (Phataginus) eller gemensam undersläkte.